# Karl Emil Meyer
Karl Emil Meyer (* 31. Mai 1900 in Köln; † 5. August 1967 in Karlsruhe) war ein deutscher Richter am Bundesgerichtshof.

## Leben
Karl Emil Meyer war der Sohn des jüdischen Kaufmanns Siegfried Meyer (geb. 1871 in Neuwied; gest. 1938 in Köln) und seiner Frau Thekla (geb. 1876 in Trier; gest. 1941 im Ghetto Riga). Karl Emil Meyer machte sein Abitur in Köln und studierte Rechtswissenschaften an den Universitäten Bonn, Jena und Köln. In Köln legte er sein Referendarexamen ab. Nach der Promotion am 25. Juli 1924 an der Universität Bonn wurde er 1924 Hilfsrichter am Landgericht Bonn. 1931 wurde er dort Amtsgerichtsrat. 1932 wurde er zum Landgerichtsrat befördert.
Im April 1933 wurde er aufgrund des Berufsbeamtengesetzes beurlaubt und zum 1. November 1933, ohne Anspruch auf ein Ruhegehalt, in den Ruhestand versetzt. Das geschah auf Grund seiner familiären Umstände: Meyer konvertierte in den zwanziger Jahren vom Judentum seiner Eltern zum Katholizismus. Danach arbeitete er als Berater für Patentrecht in der Industrie. Die Denkschrift zur Neugestaltung des deutschen Strafrechts der Caritas stammte großteils von ihm. Darin wurden beispielsweise „Schutzhaft“ und „Euthanasie“ offen abgelehnt. Nach einer Kette von Repressionen wie Vorladungen zur Gestapo floh er 1939 mit seiner Frau und seinem Sohn nach London. Er kehrte nach Ende des Zweiten Weltkrieges nach Deutschland zurück und war ab 1949 Landgerichtsdirektor in Köln. Seit Juli 1951 war er deutsches Mitglied des Entschädigungsgerichts (Claims Tribunal) in Herford. Vom 21. März 1952 bis zu seinem Ruhestand am 31. Oktober 1964 war er Bundesrichter am Bundesgerichtshof in Karlsruhe. Er war Träger des Großen Bundesverdienstkreuzes.

## Gedenken
Am 10. September 2018 wurden vom Kölner Künstler Gunter Demnig vor dem ehemaligen Wohnhaus der Familie, in der Stammheimer Straße 13 in Köln-Riehl, Stolpersteine für Karl Emil Meyer, seine Schwestern Klara Johanna (geb. 1903 in Köln; gest. 1944 im KZ Stutthof), Hanna Ida (geb. 1904 in Köln; gest. 1941 im Ghetto Riga) und seine Mutter Thekla (geb. 1876 in Trier; gest. 1941 im Ghetto Riga) verlegt.
Die ursprünglich 2001 und 2007 vor dem „Ghettohaus“ Sedanstraße 29 (Köln-Neustadt-Nord) verlegten Stolpersteine für Klara Johanna, Hanna Ida und Thekla Meyer wurden kurz nach der Verlegung von Unbekannten herausgebrochen und durch eine Gehwegplatte ersetzt.

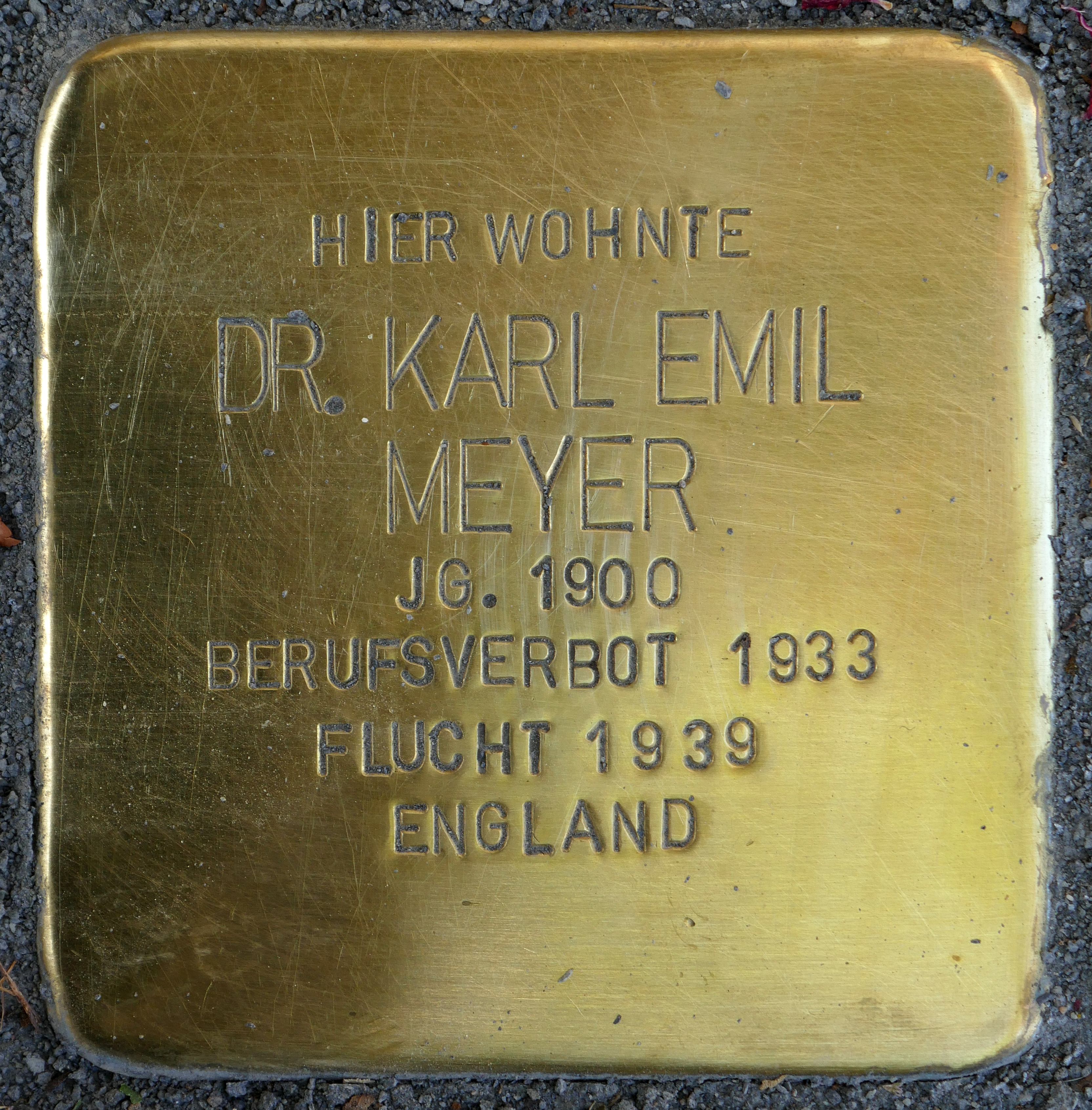
Stolperstein für Karl Emil Meyer
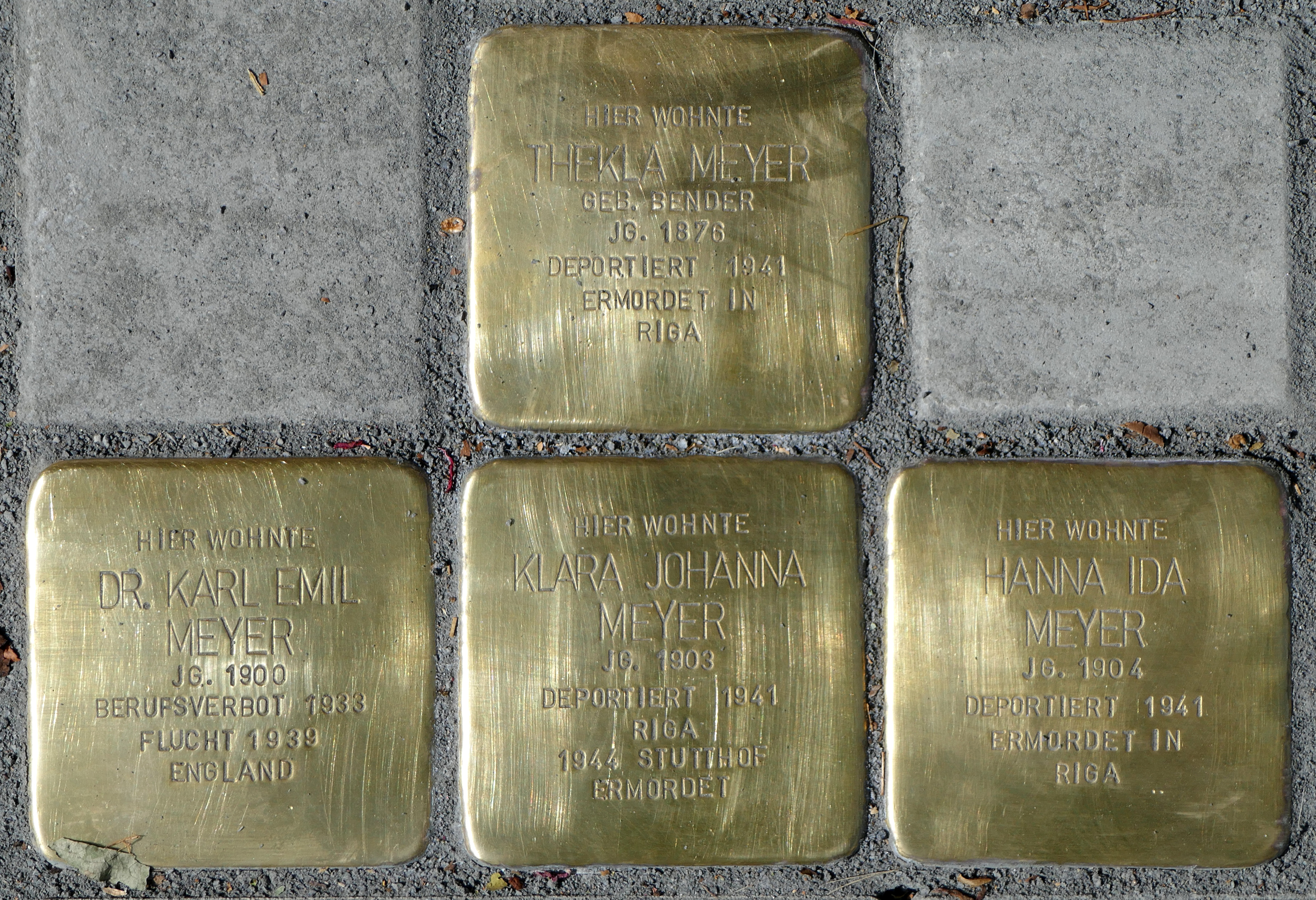
Stolpersteine für Familie Meyer
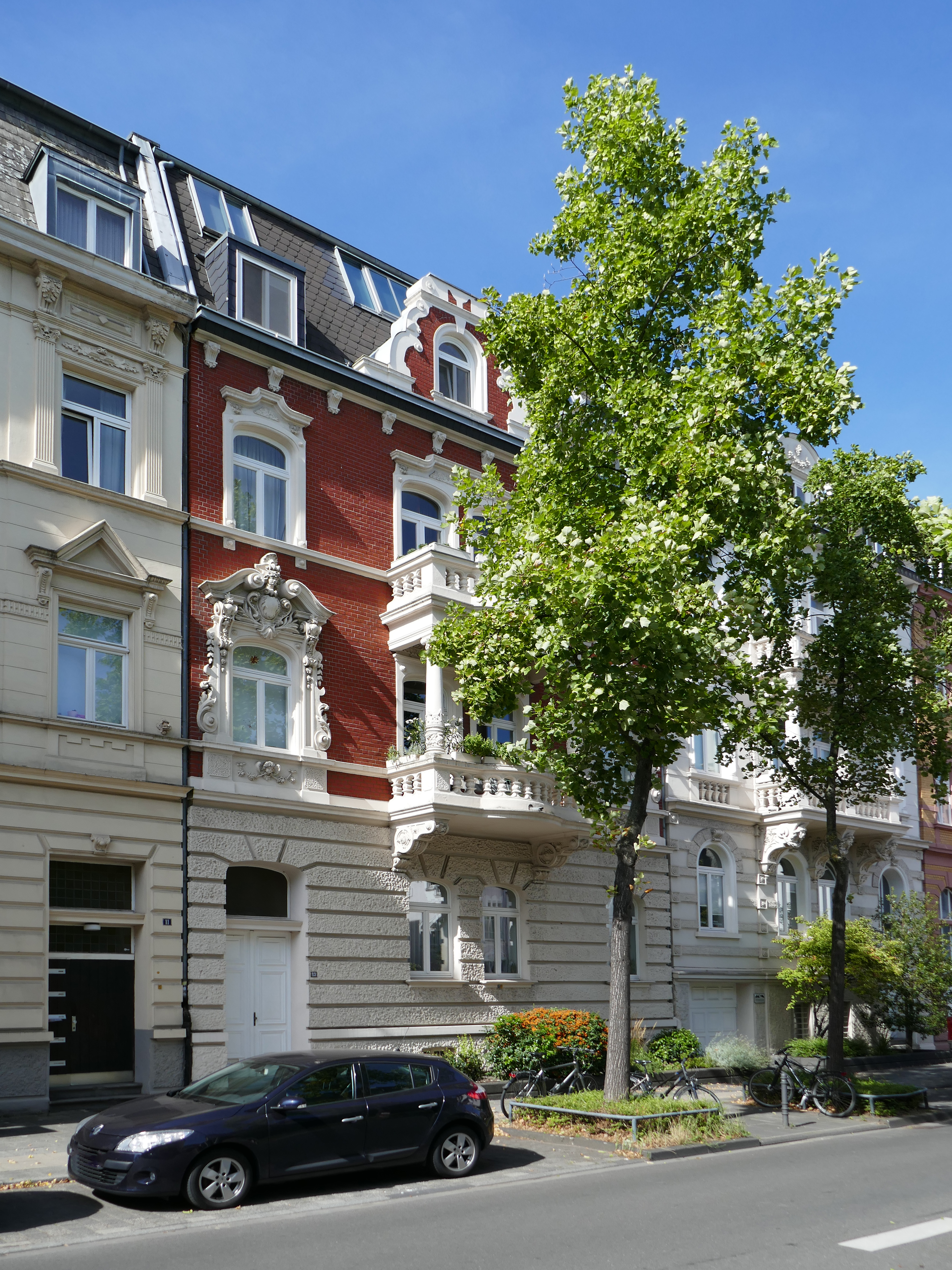
Ehemaliges Wohnhaus der Familie Meyer, Stammheimer Straße 13, Köln-Riehl